# Martin Brygmann

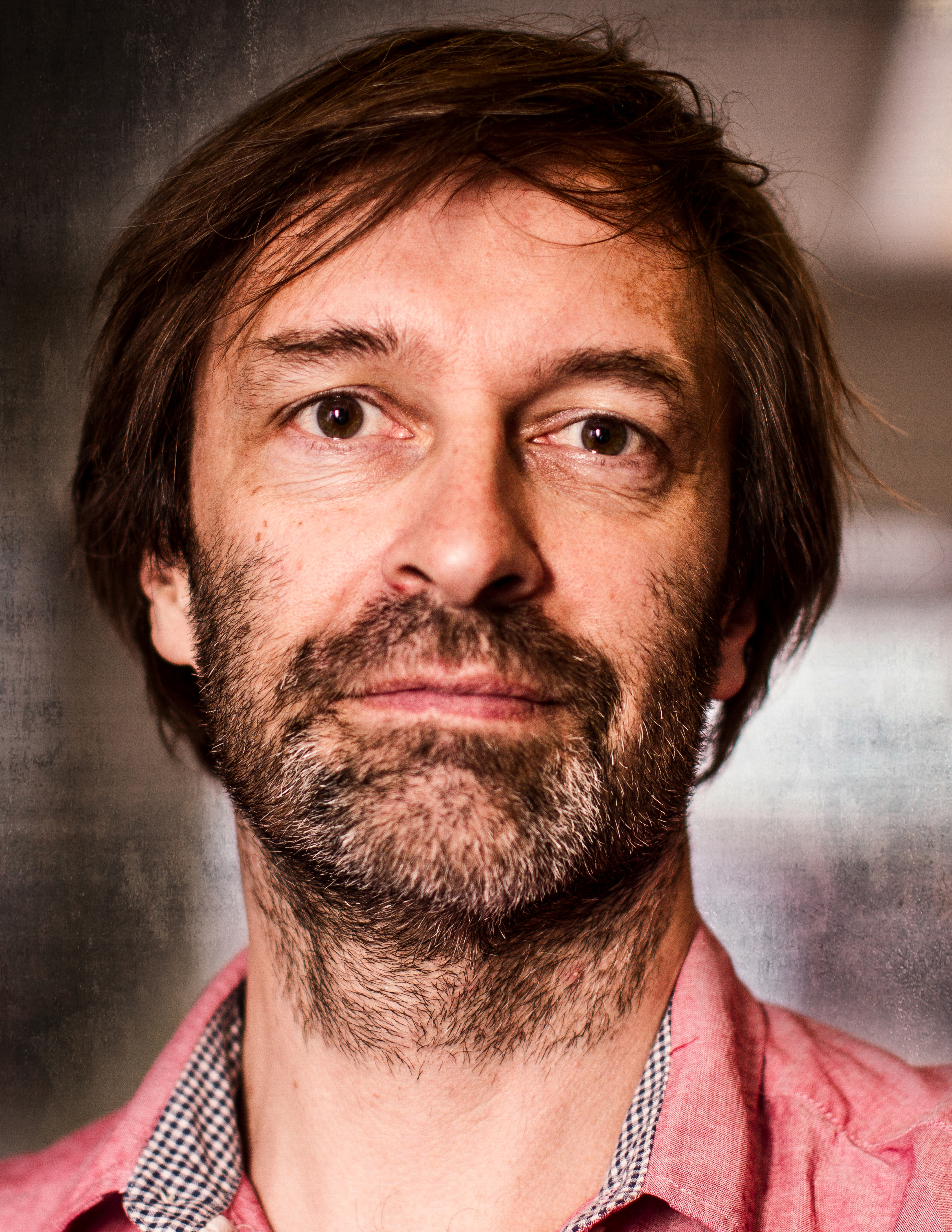
Martin Brygmann (2012)

Martin Brygmann (* 25. Januar 1963 in Kølvrå, Viborg Kommune) ist ein dänischer Komiker, Schauspieler, Komponist und Musiker.

## Biografie
Brygmann wuchs als jüngstes von vier Kindern des Gastwirts Curt Brygmann und der Pädagogin Helga Traberg im Dorf Kølvrå bei Karup auf. Er hat eine Schwester (* 1953) und zwei Brüder, die Schauspieler Lars Brygmann und Jens Brygmann. Seine Nichte Karoline Brygmann ist ebenfalls als Schauspielerin tätig.
In seiner Schulzeit spielte er als Gitarrist in mehreren Schülerbands mit. Nach seinem Schulabschluss absolvierte er von 1981 bis 1985 seine Schauspielausbildung an der Staatlichen Theaterhochschule in Kopenhagen. Er trat in den Jahren danach in mehreren Fernsehshows als Stand-up-Comedian auf, was seinen Bekanntheitsgrad in Dänemark sehr steigerte. Als Bühnendarsteller wirkte er an verschiedenen Theaterhäusern in zahlreichen Musicals und in Kabarett-Programmen mit. Seit 1988 hat er als Schauspieler vor der Kamera in bislang mehr als 60 Film-und-Fernsehproduktionen mitgewirkt. Während er zu Beginn seiner Karriere noch oftmals in einer Nebenrolle besetzt wurde, konnte er sich später als Charakterdarsteller in Hauptrollen beweisen. Seit 2017 hat er bislang dreimal die Rolle des Vaters in einem Film der in Dänemark sehr beliebten Filmreihe Vater hoch vier gespielt. Brygmann trat damit in große Fußstapfen und ist somit nach Ib Schønberg, Karl Stegger, Helge Kjærulff-Schmidt, Niels Olsen und Jesper Asholt der insgesamt sechste Darsteller in dieser Rolle. Brygmann ist auch als Drehbuchautor für Spielfilme und Fernsehserien tätig. Er ist zudem als Synchronsprecher für Zeichentrickfilme aktiv, beispielsweise für Robots oder Asterix und die Wikinger.
Brygmann ist seit Ende der 1980er-Jahre als Musiker und als Komponist für andere Interpreten tätig. In den 1990er-Jahren trat er oftmals gemeinsam mit Birthe Kjær, Hella Joof, Paprika Steen und Peter Frödin auf, mit denen er das musikalisch-satirische Quintett Guds blinde oje bildete. Er komponierte mehrmals für Interpreten die beim Dansk Melodi Grand Prix, dem dänischen Vorentscheid zum Eurovision Song Contest, als Kandidaten angetreten waren. Er komponierte auch Filmmusik, wofür er in den Jahren 2002 und 2018 mit dem Robert ausgezeichnet wurde. Mit dem von ihm geschriebenen Song Lad det Ske gelang ihm 2005 erstmals ein Nummer-eins-Hit in Dänemark. Er veröffentlichte mit Brygmann's bedste sangen (2009), De fleste ulykker sker med lemmet (2011) und Bates Delight (2017) bisher drei Alben. Er arbeitete unter anderem auch mit Bent Fabricius-Bjerre zusammen. Beim Dansk Melodi Grand Prix 2021 und beim Dansk Melodi Grand Prix 2022 gehörte er zum Moderatoren-Team.
Brygmann war in erster Ehe von 1986 bis 1992 mit der Dramatikerin Line Knutzon (* 1965) verheiratet. Aus der Ehe gingen zwei Kinder hervor, der Musiker Ludvig Brygmann (* 1989) und die Musikerin und Schauspielerin Frida Brygmann (* 1991). In zweiter Ehe ist Brygmann seit 1997 mit Marianne Lykkesfeldt verheiratet, mit der er zwei Töchter und einen Sohn hat. Die Familie lebt in Kopenhagen.

## Filmografie (Auswahl)
- 1988: Jorden er giftig
- 1995: Ein Zirkus für Sarah
- 1997: Fanny Farblos
- 1997: Hannibal und Jerry
- 1999: Taxa (Fernsehserie, 1 Folge)
- 2000: Italienisch für Anfänger
- 2001: Shake It All About
- 2001: Grev Axel
- 2001: Kat. Eine Katze hat neun Leben. Du hast nur eins
- 2003: Jesus und Josefine (Fernsehserie, 24 Folgen)
- 2005: Der schönste Tag
- 2009: Julefrokosten
- 2012: Lykke (Fernsehserie, 1 Folge)
- 2015: Hjørdis (TV-Miniserie)
- 2017: Vater hoch vier – An der Spitze
- 2018: Vater hoch vier – In der Sonne
- 2020: Vater hoch vier und die Wikinger
- 2021: Centervagt
- 2022: Bliv
- 2023: Hidings Behind Masks